# 米洛·莫蕾

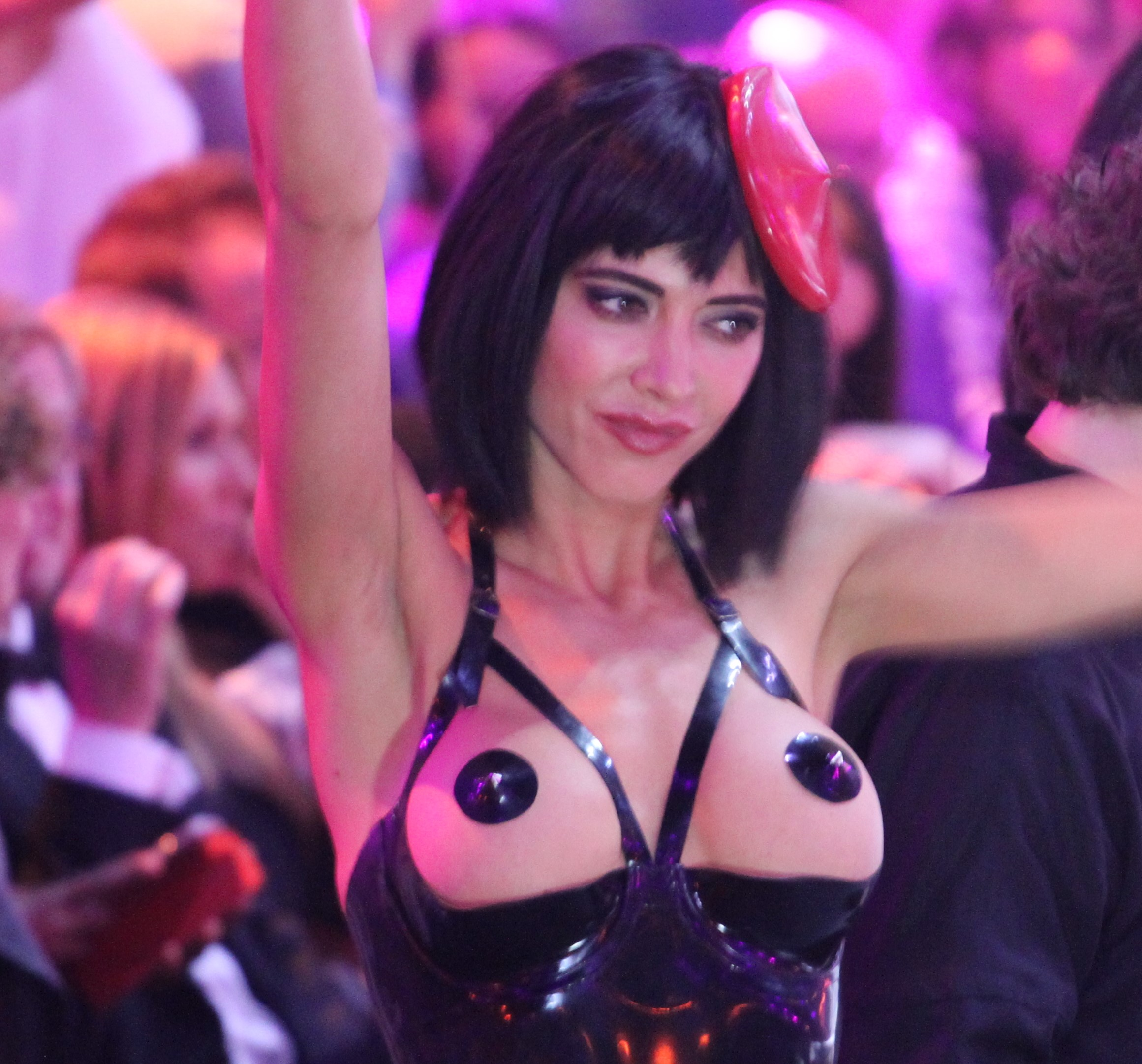
米洛·莫蕾在蘇黎世能源時尚之夜(Energy Fashion Night)，2016年5月7日。

米洛·莫蕾（Milo Moiré，1983年5月7日—），是一位出生於琉森的瑞士行為藝術家的化名。她以在國際知名藝術展覽現場呈現其裸體為主要藝術行動，其著名例子有2014年於Art Cologne展場前自其陰道擠壓出彩色雞蛋。
她的化名源自莫列波紋（英文：Moiré pattern），她的藝術概念亦與這相關。
她曾表示她的表演是为了让人们反思他們僵化的思维模式。

## 生涯
莫蕾有源自西班牙和斯洛伐克的血统。她自小即期望成為一位畫家，並曾被法蘭西斯·培根、H·R·吉格爾、芙烈達·卡蘿、凱綏·柯勒惠支、Maria Lassnig、愛德華·孟克等人的作品啟發。此後，她曾擔任模特兒並曾被跨國票選為博登湖小姐。
稍後她於伯恩大學讀心理學，並在2011年取得硕士学位。她在2007年與塞爾維亞籍行動藝術家瑪莉娜·阿布拉莫維奇的一場訪談後開始發展其行動藝術概念。她也曾研究現代藝術中含有色情內容的作品，如艾倫·摩爾的漫畫作品Lost Girls，以及Paul McCarthy、Valie Export、Carolee Schneemann等人的作品。
2017年8月她宣布參與演出於真人實境秀Promi Big Brother。

## 知名作品
- 《The Script System》(2013年)：她裸体搭乘公共交通工具，並在各身体部位上用寫上各种衣物名稱。[5]
- 《Plop Egg》(2014年，科隆)：她站在高台上对画布射出夹在阴道中的彩蛋。
- (2015年)：她裸体怀抱婴儿参观博物馆。
- 《Mirror Box 》(2016年，德國杜塞爾多夫、英國倫敦和荷蘭阿姆斯特丹)：她用鏡箱套住自己的胸部或下體，路人只要先消毒雙手，就可伸手進鏡箱，在30秒內任意觸摸。[6]

## 被逮捕
2015年莫蕾在與遊客裸體自拍於艾菲爾鐵塔後被法國警方逮捕，並在拘留室度過一夜。隔年，她又在倫敦因允許成年公眾於她腰部的鏡箱觸摸她下體而被捕。

## 另見
- Pricasso（英语：Pricasso）

## 連結
- 维基共享资源上的相關多媒體資源：米洛·莫蕾
- 官方网站
- Milo Moire | WideWalls （页面存档备份，存于）
- Nacktperformance | spiegel.tv （页面存档备份，存于）